# Палац Гойжевських
Палац Гойжевських — архітектурна споруда середини XIX століття в селі Нова Прилука Турбівської громади Вінницької області.
49°22′15″ пн. ш. 28°42′53″ зх. д. / 49.370749° пн. ш. 28.714828° зх. д.

## Історія палацу
Палац було зведено в середині XIX століття місцевими панами Гойжевськими. На території маєтку за палацом було закладено парк, що займав територію до заплави річки Десна.
За часів радянської влади до палацу було перенесено контору колгоспу. Парк втрачено.

## Архітектурне оформлення
Одноповерховий палац було зведено у класицистичному стилі. Бічні входи прикрашають колони іонічного ордеру. За радянських часів було збито декор стін, які покрили цементною шубою.

### Ушанування пам'яті
На фасаді палацу встановлено пам'ятну табличку на честь голови колгоспу імені Чапаєва Юрія Арсенійовича Харькова (1941—2006).

## Галерея

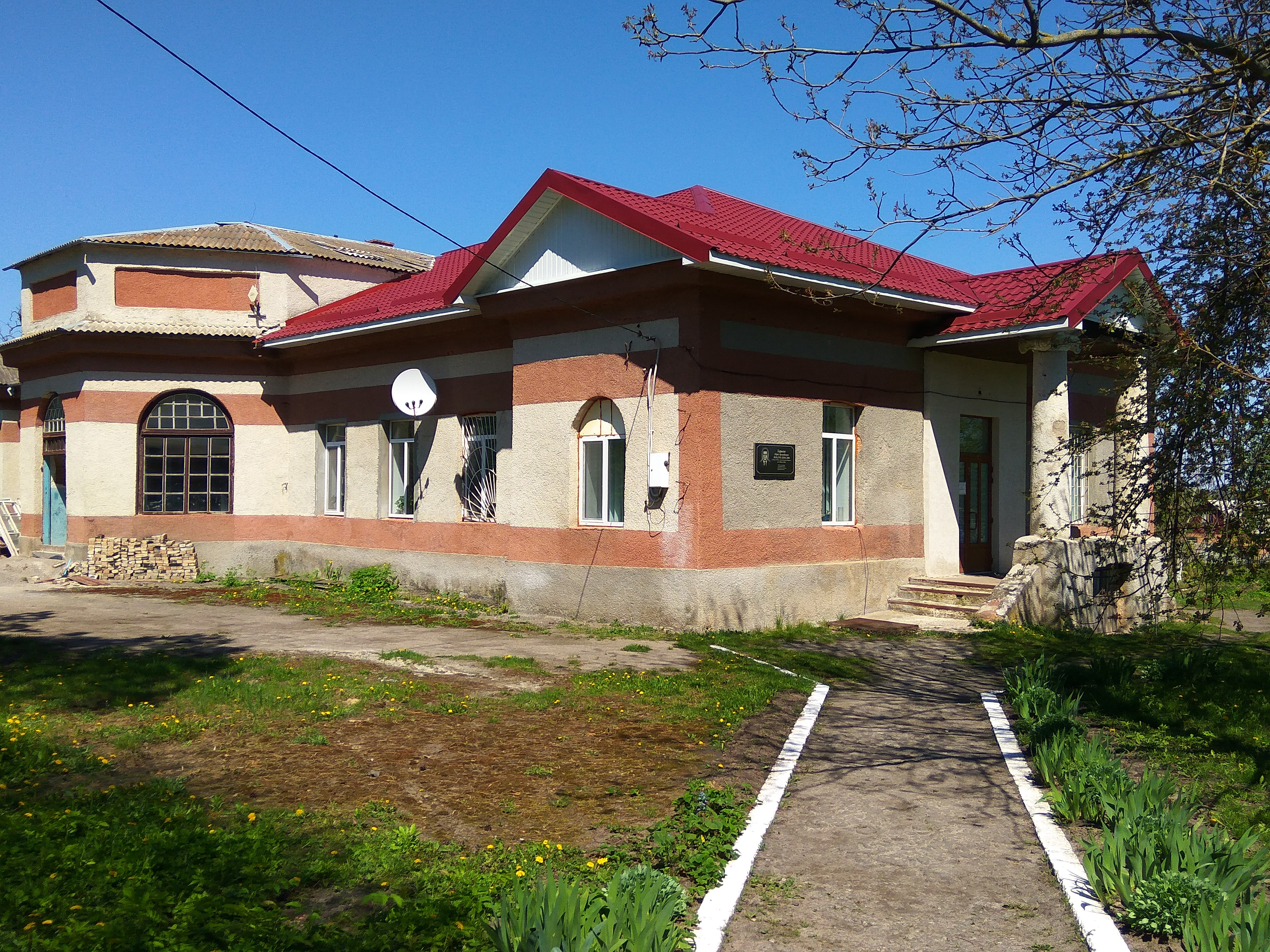
Тильний бік палацу
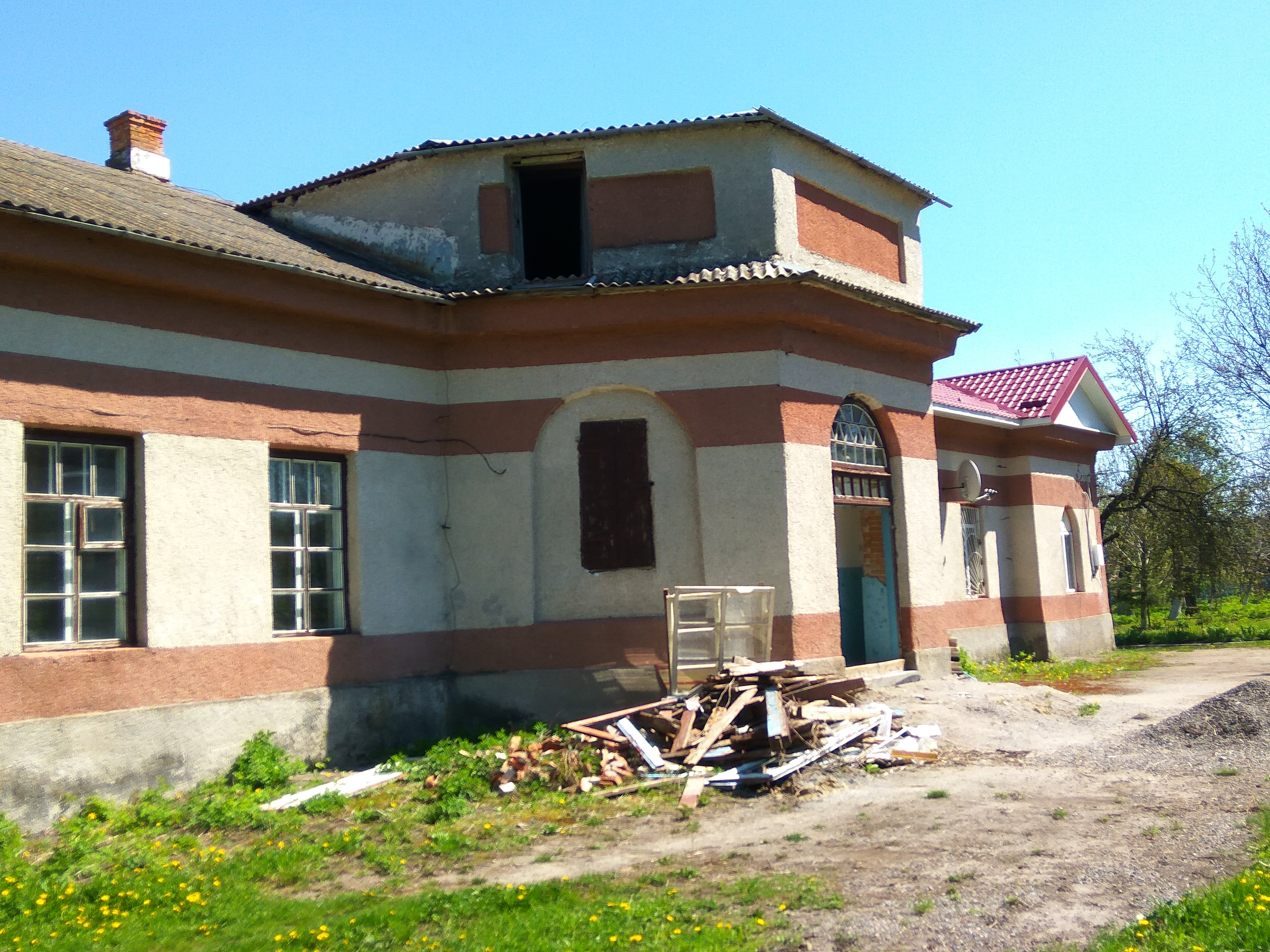
Палац Гойжевських, тильний бік
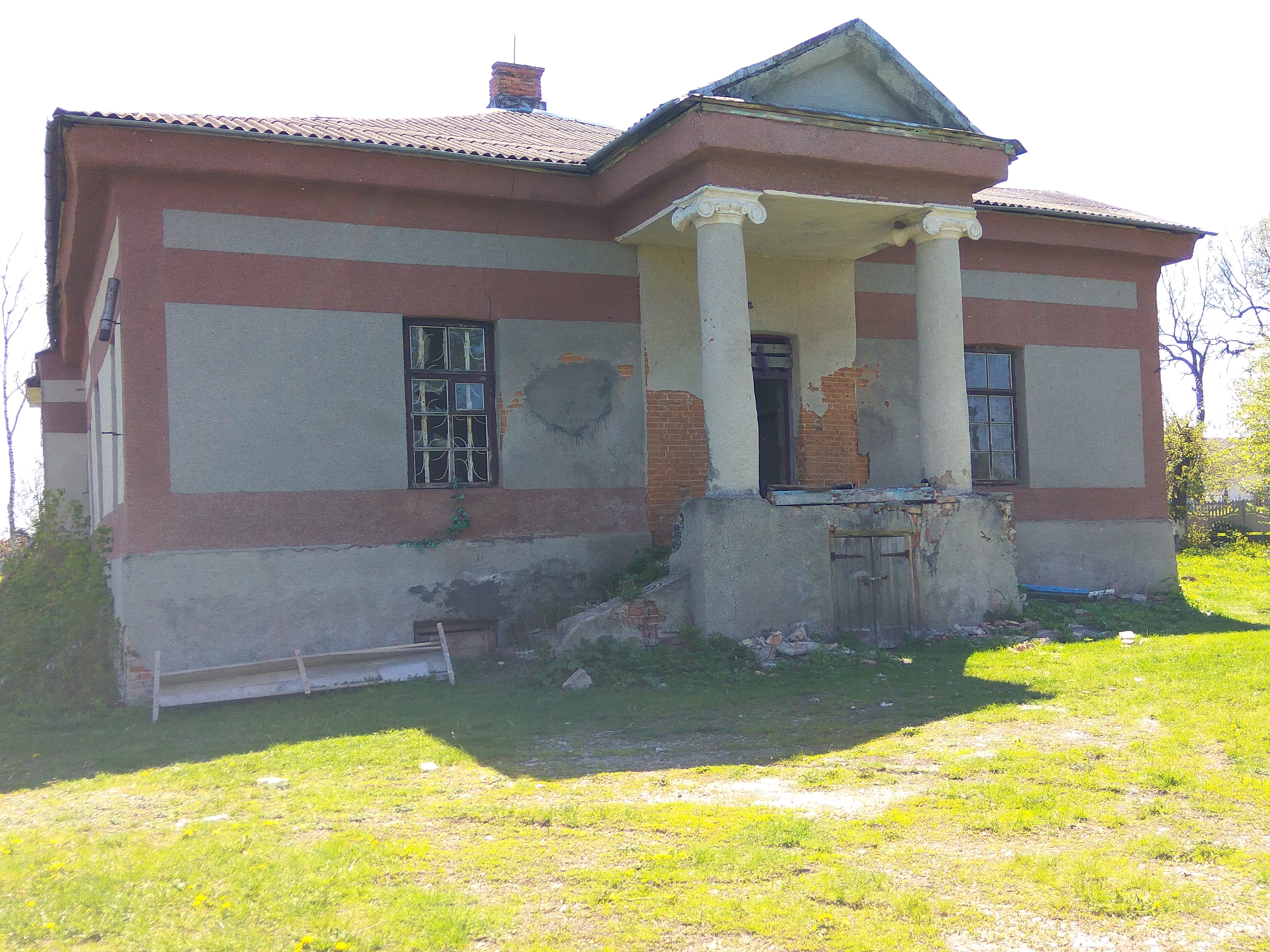
Бічний вхід до палацу
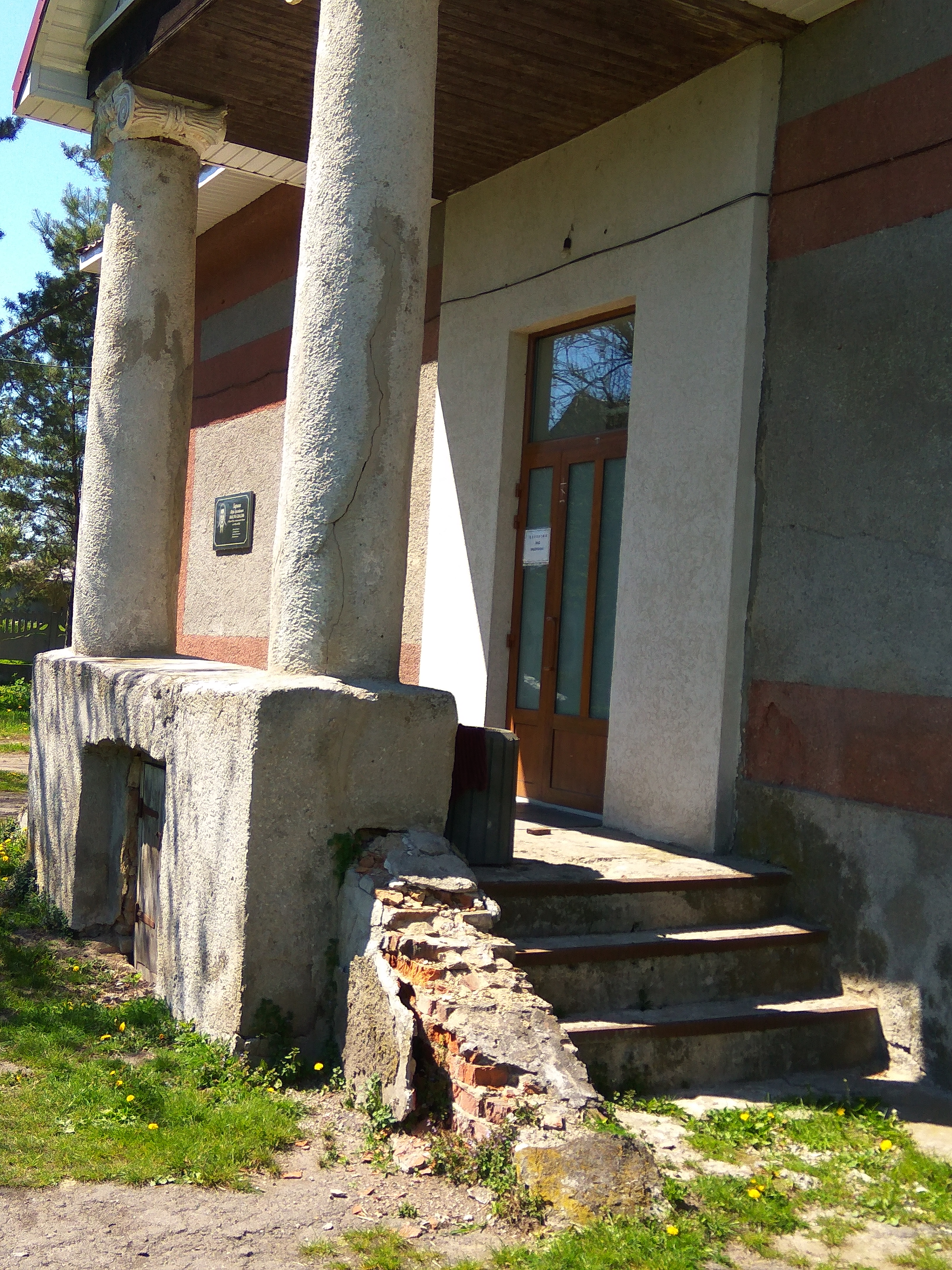
Колони іонічного ордеру
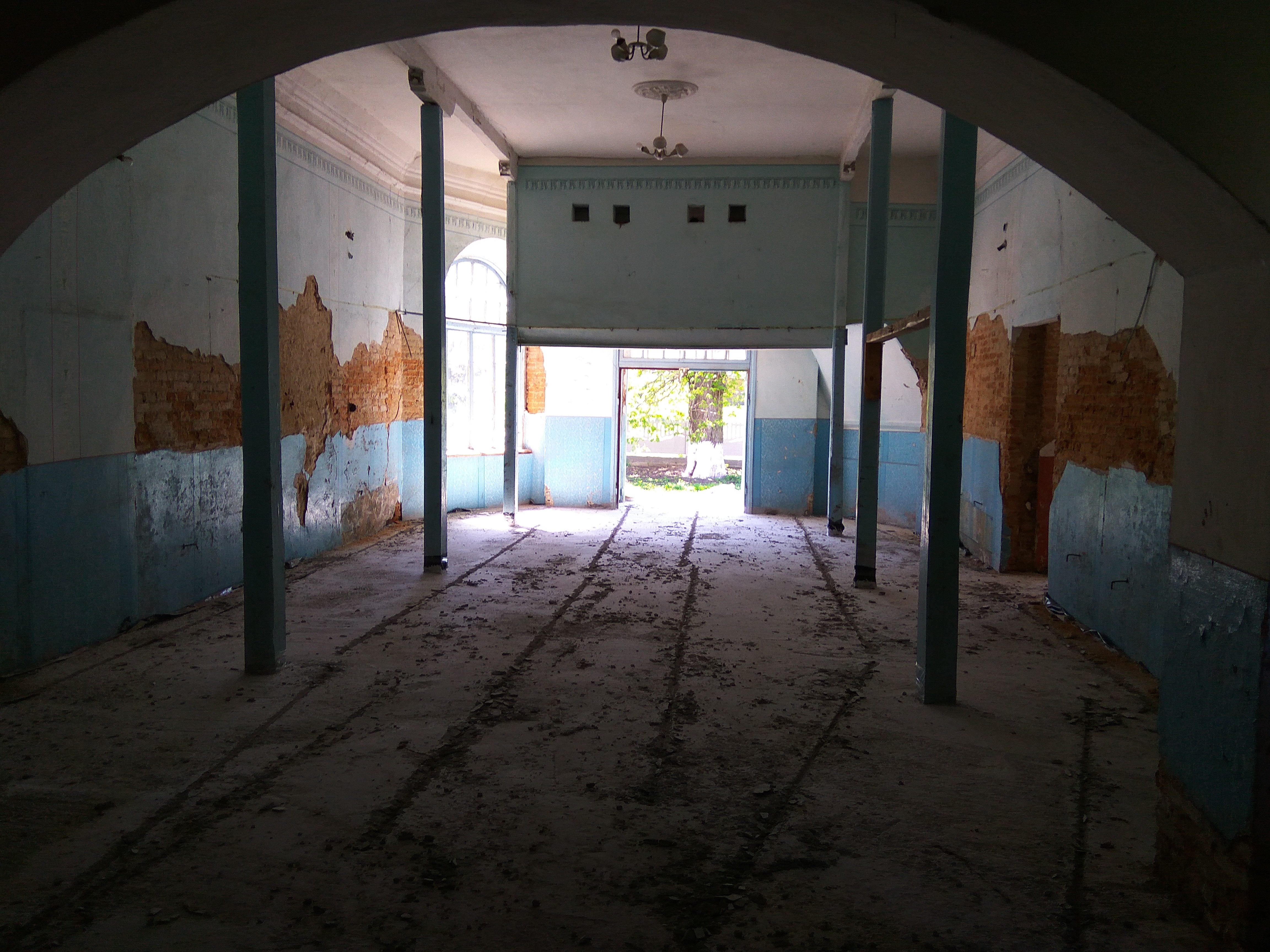
Внутрішня зала (станом на травень 2021 року)
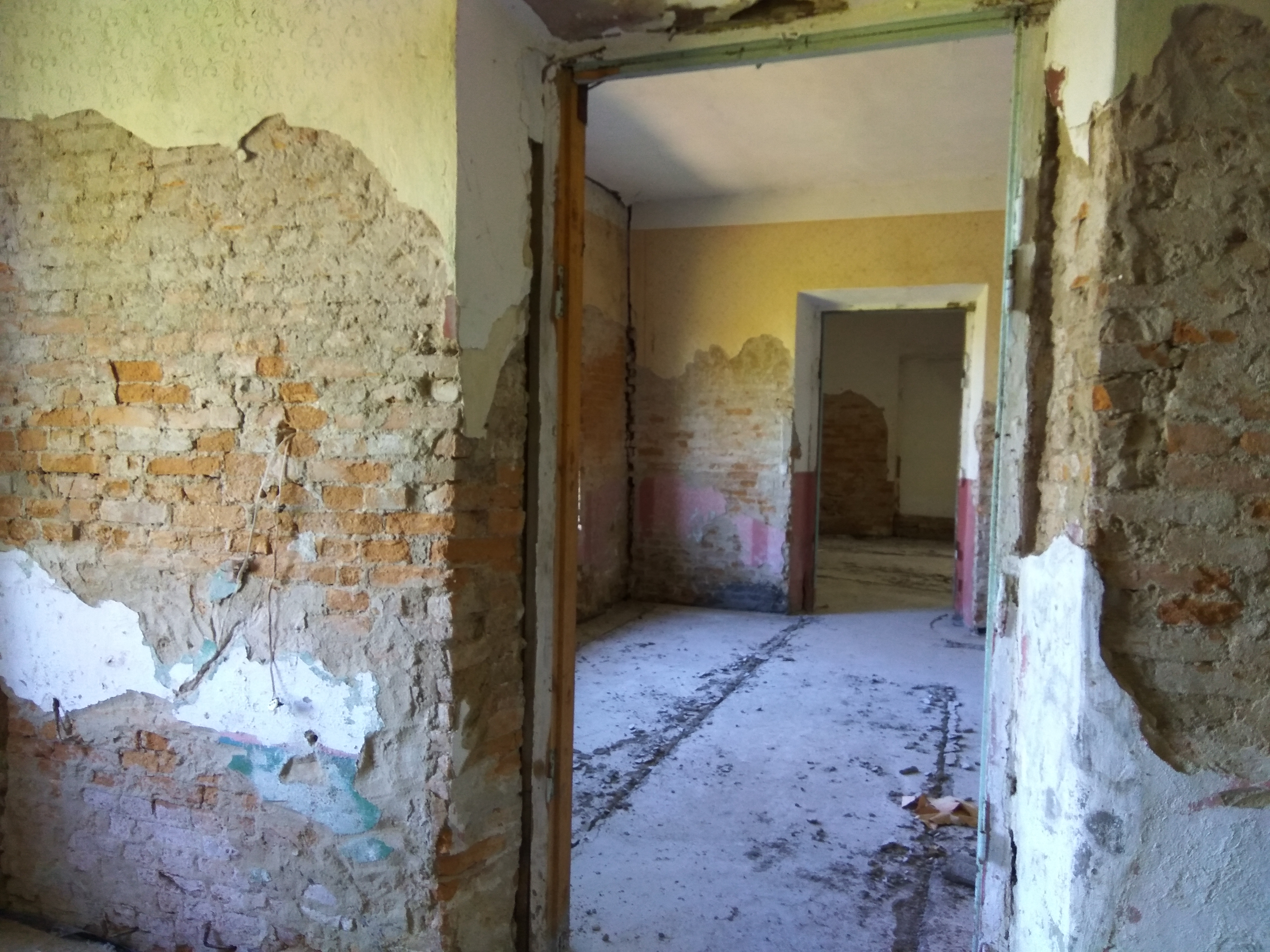
Внутрішнє планування кімнат палацу
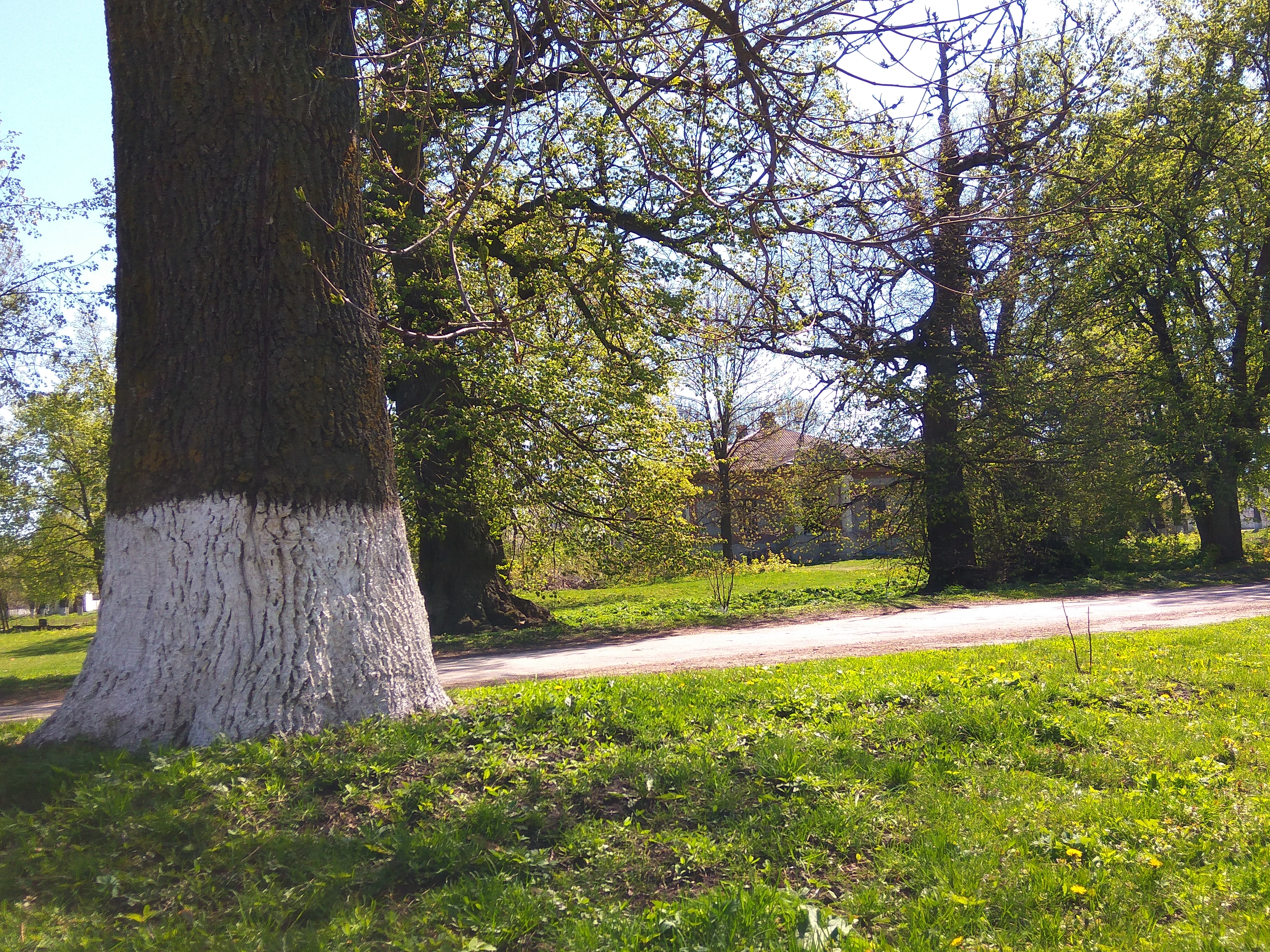
Залишки парку